# 崇山祟
崇山 祟（たかやま たたり、1975年4月7日 - 2023年5月15日）は、日本の漫画家。大阪府出身、本名は館山 克仁。代表作は『恐怖の口が目女』、『Gペンマジック のぞみとかなえ』。

## 来歴
1990年代ごろ、10代だった崇山は別名義で漫画家デビューを果たす。当時はギャグ漫画を執筆していた。暗礁に乗り上げたと感じた崇山は、アルバイトをしながら並行していた音楽活動の方に力を入れ始める。その後、長期間音楽活動をしていたが、バンドの解散後に「あーやっぱ俺、漫画描きたいな」と考え、「崇山祟」名義を作成。なんとなく「ホラー漫画の真似事みたいな」作品を執筆していた。
『note』（note）にて『恐怖の口が目女』を趣味として連載。同作を同人誌として出そうと考えていたところ、2016年、同作の連載中に大きな病気により長期間入院。そこで暇だと考えた崇山は、入院前に「無地のノートとボールペンに筆ペン、マジック」を購入しておいた。それを使い、1日1ページ、ノリで漫画を制作。同作は「肩の力が抜けた感じ」で「自分を落ち着かせるための作品」として描いていた。それが後の『マキの家出』の始まりであった。退院後はアルバイトや漫画の仕事があったため、同作については少しずつ個人で連載をしていた。
2018年、『恐怖の口が目女』をリイド社より刊行。初の単行本刊行作品となる。2020年、『ミステリーボニータ』（秋田書店）9月号より『Gペンマジック のぞみとかなえ』を、ショート連載として連載開始。2022年に連載を終了。その後、2022年より『ボヘミア』（まんだらけ）にて、『マキの家出』と『塔のある街』を連載。
2023年5月17日、崇山の妹がTwitterを更新し、崇山が5月15日に亡くなったことが公表された。死去後、同年11月16日に遺作『Gペンマジック のぞみとかなえ』の単行本を刊行。

## 作品リスト

### 連載
- 恐怖の口が目女（『note』2015年2月 - 2016年12月[12][4]）
- Gペンマジック のぞみとかなえ（『ミステリーボニータ』2020年9月号[9] - 2022年10月号[10]）
- マキの家出（『ボヘミア』vol.2[8] - ） - 毎月連載[8]
- 塔のある街（『ボヘミア』[8]） - 隔月連載[8]

### 読み切り
- カマドウマになった少年（『恐怖の口が目女』収録、2018年）
- いかさま（『リイドカフェ』2018年[13]） - 『恐怖の口が目女』単行本発売記念描きおろし作品[13]。
- 愛妻弁当（『ホラーコミック レザレクション Vol.01』、2018年9月[14]）

### 書籍
- 『恐怖の口が目女』リイド社、2018年[13] - 初の単行本[13]。
- 『シライサン 〜オカルト女子高生の青い春〜』扶桑社、2019年[15] - 映画のコミカライズ[16]。
- 『Gペンマジック のぞみとかなえ』秋田書店〈ボニータコミックス〉、2023年[11] - 遺作[11]。

### イラスト
- 『働きアリに花束を』（著：爪切男、『週刊SPA!』2019年2月12日・19日号 - 連載、2021年3月19日発売[17]） - 挿絵[17]

### 「館山克仁」名義作品
- 館山克仁「さよなら書いた口紅折れて」『GOMES（ゴメス） FEBRUARY・1995　No.70』、パルコ、3-4頁、1995年、1995年2月1日。「『GOMESマンガ　グランプリ’95受賞作品』グランプリ及び吉本ばなな賞W受賞」
- 館山克仁「Let's try似てない似顔絵」『GOMES JUNE 1995　No.74』、パルコ、12-13頁、1995年、1995年6月1日。「マンガグランプリ’95 栄光のグランプリ受賞者♡誌上デビューSpecial企画」
- 館山克仁「Let's try似てない似顔絵X」『GOMES AUGUST 1995　No.76』、パルコ、16頁、1995年、1995年8月1日。「GOMES 6月号に彗星のデビューを飾ったマングラ’95グランプリ受賞の館山克仁／大好評感謝! 連載開始!」
- 館山克仁「似てない似顔絵Z FINAL MANGA」『GOMES FEBRUARY 1996　No.82（徹底保存版最終号）』、パルコ、21頁、1996年、1996年2月1日。
- 館山克仁「アシッド横町」『COMIC CUE Vol.2　1996（江口寿史責任編集）』、イースト・プレス、89-90,181-182,275頁、1996年、1996年1月1日。ISBN 4-87257-064-2。全国書誌番号:96065043。「「POST SCRIPT」p.279にてGOMESグランプリ受賞により漫画家デビューと掲載」
- 館山克仁「EROCHOP VOL.1」『COMIC CUE Vol.3　1997』、イースト・プレス、207-214頁、1997年、1997年1月1日。ISBN 4-87257-098-7。全国書誌番号:98019627。「「POST SCRIPT」p.307にて『「ele-king」「Quick Japan」「ねぎ」等で連載中』と記載」
- 館山克仁「オレの夢’98」『COMIC CUE Vol.5!／Special issue of CHILDREN』、イースト・プレス、232-238頁、1998年、1998年11月1日。ISBN 4-87257-151-7。全国書誌番号:99104622。「「POST SCRIPT」p.277にて［75年4月7日大阪生まれ］と掲載」

## 活動
- トークイベント「リイドカフェ夏のホラー祭!!」（2018年7月24日[18]、阿佐ヶ谷ロフトA[18]） - イベント出演[18]
- 展示イベント「ハロウィン 死の舞踏展」（2018年10月27日 - 10月28日[5]、大阪府画廊モモモグラ開催[5]） - 在廊しイベントに参加[5]